# Râle barré
Rallina fasciata
Espèce
Statut de conservation UICN

 LC  : Préoccupation mineure
Le Râle barré (Rallina fasciata) est une espèce d'oiseaux de la famille des Rallidae.

## Répartition
Son aire s'étend à travers l'Ouest de l'Indochine et l'Asie du Sud-Est.